# Spaans Challenge Open
Het Spaans Challenge Open is een golftoernooi dat in 1999 werd opgericht en dat sinds 2008 deel uitmaakr van de Europese Challenge Tour.

## Winnaars
| Jaar                                     | Baan                                     | Winnaar                                  | Score                                    | Score                                    | Prijzengeld                              |               |
| Comunitat Valenciana Challenge de España | Comunitat Valenciana Challenge de España | Comunitat Valenciana Challenge de España | Comunitat Valenciana Challenge de España | Comunitat Valenciana Challenge de España | Comunitat Valenciana Challenge de España |               |
| ---------------------------------------- | ---------------------------------------- | ---------------------------------------- | ---------------------------------------- | ---------------------------------------- | ---------------------------------------- | ------------- |
| 1999                                     | El Saler Campo de Golf                   | Carl Suneson                             | 280                                      | -8                                       | €92,071                                  |               |
| Challenge de España                      |                                          |                                          |                                          |                                          |                                          |               |
| 2000                                     | Golf del Guadiana                        | Eric Carlberg                            | 271                                      | -17                                      | €79,336                                  |               |
| Segura Viudas Challenge de España        |                                          |                                          |                                          |                                          |                                          |               |
| 2001                                     | Club de Golf Villamartin                 | Euan Little                              | 277                                      | -11                                      | €93,087                                  |               |
| Izki Challenge de España                 |                                          |                                          |                                          |                                          |                                          |               |
| 2002                                     | Izki Golf                                | Fredrik Widmark                          | 276                                      | -16                                      | €137,066                                 |               |
| 2003                                     | Izki Golf, Urturi, Vittoria              | Martin Erlandsson                        | 273                                      | -15                                      | €139,347                                 |               |
| Segura Viudas Challenge de España        |                                          |                                          |                                          |                                          |                                          |               |
| 2004                                     | Torremirona GC                           | José-Filipe Lima po                      | 274                                      | -14                                      | €135,796                                 |               |
| 2005                                     | niet gespeeld                            | niet gespeeld                            | niet gespeeld                            | niet gespeeld                            | niet gespeeld                            | niet gespeeld |
| OKI Mahou Challenge de Espana            |                                          |                                          |                                          |                                          |                                          |               |
| 2006                                     | Centro Nacional de Golf, Madrid          | Adrien Mörk                              | 271                                      | -17                                      | €133,822                                 |               |
| 2007                                     | Golf Campo de Layos                      | Felipe Aguilar                           | 271                                      | -17                                      | €131,482                                 |               |
| Reale Challenge de España                |                                          |                                          |                                          |                                          |                                          |               |
| 2008                                     | Casino Club de Golf Retamares            | Andrew McArthur po                       | 280                                      | -8                                       | € 141,596                                |               |
| Fred Olsen Challenge de España           |                                          |                                          |                                          |                                          |                                          |               |
| 2009                                     | Tecina Golf, La Gomera                   | Rhys Davies                              | 267                                      | -17                                      | €154,192                                 |               |
| 2010                                     | Tecina Golf                              | Alvaro Velasco                           | 266                                      | -18                                      | €150,000                                 |               |
| 2011                                     | Tecina Golf                              | Matthew Baldwin po                       | 263                                      | -21                                      | €150,000                                 |               |
| 2012                                     | Tecina Golf                              | Eduardo de la Riva                       | 265                                      | -19                                      | € 160.000                                |               |
| 2013                                     | Tecina Golf                              | Brooks Koepka                            | 260                                      | -24                                      | € 160.000                                |               |
| 2014                                     | Tecina Golf                              | Moritz Lampert                           | 264                                      | -20                                      | € 160.000                                |               |

po 2004: Lima won de play-off van Alessandro Napoleoni.

po 2007: Aguilar won de play-off van Tobias Dier.

po 2011: Baldwin won de play-off van Julien Guerrier.